# Dansa de Falgars
La Dansa de Falgars es una dansa tradicional que es representa a l'esplanada del davant del Santuari de Falgars (La Pobla de Lillet), el dilluns de la Festa Major (la petita) de Cinquagesma.
És una dansa tradicional que comparteix certes similituds amb altres danses i balls de terres catalanes i es realitza acompanyada de la música interpretada per una cobla.
Representa la presentació prematrimonial de la pubilla a l'hereu, o sia, l'acte de prometatge de donzelles i fadrins. Simbolitza el fet que la parella de casats (antigament el paborde i la pabordessa) presentin la donzella al fadrí.

## Descripció
Els principals protagonistes són dues parelles, una de casats i l'altra de solters –una donzella i un fadrí- convenientment abillats: elles amb caputxa, gipó, faldilles i enagos; ells, el casat, amb capell alt, una capa (que arriba fins a la mitja cama) anomenada gambeto, espardenyes de vetes i una almorratxa a la mà; el solter, amb camisa blanca, cenyint la cintura una faixa blava i també amb espardenyes de vetes.
Inicien el ball la parella de casats situats al davant agafats de la mà i enlairada, i darrera els segueix la noia soltera; tot puntejant donen un parell de voltes a la plaça, a continuació l'home casat fa lliurament de la seva parella al batlle de la vila i ell balla amb la donzella, donen dues voltes més per tot seguit el casat passar l'almorratxa per sobre el cap del fadrí, el qual ja es pot aparellar amb la donzella i continuar el ball; se segueix realitzant el ball del punteig al volt de la plaça, i a partir d'aquest moment es pot anar incorporant tothom que ho vulgui a la dansa, a cada parella que s'hi afegeix, el capdanser els passa l'almorratxa per sobre el cap tot donant-los la benvinguda.
A mesura que es va incorporant gent a dansar, prèviament han de pagar un tribut, que simbolitza el que antigament es pagava, a canvi del qual se'ls obsequia amb un record de la festa.

## Història
Es tracta d'una dansa que es creu de tradició medieval, tot i que hi ha opinions diverses sobre el tema. Fins a l'any 1646 la dansa es ballava el mateix dilluns de Cinquagesma però a la plaça Major de la vila. Arran de la construcció del nou santuari, i de la inauguració d'aquest, es va començar a realitzar un aplec per aquesta data del dilluns de cinquagesma, amb peregrinació des del poble, celebració de la missa amb cantada de goigs i a la tarda la representació de la dansa, corrandes i ball de sardanes. Actualment les corrandes i el ball de sardanes es fan un cop acabada la dansa pròpiament dita.

## Possible significat de la dansa

### El comte l’Arnau
Àngel Francàs va anar a cercar el seu significat en la llegenda del Comte l’Arnau, representant d’un poder feudal que en aquest cas va de la mà d’una llegenda lligada als greuges i “mals usos” que es donaren en l'estat feudal. « La versió històrica del personatge el fa membre de la família dels Mataplana i senyor d'aquesta baronia, que dominava bona part del Ripollès i que era senyora dels castells d'aquest nom i dels de Solans, de Sant Amanç o Amand (Castell de Pena), de Castellar i de Blancafort o de les Dames.»
Una dama de la família, Blanca de Mataplana, morta el 1290, s'havia vinculat en matrimoni amb la família noble dels Urtx. D’aquesta manera Hug VII de Mataplana (mort el 1328) esdevingué comte de Pallars Sobirà i inicià la dinastia comtal dels Mataplana de Pallars. Segons les Baronies de Pinós i Mataplana, per qüestió de dates, el comte que pot encarnar la seva figura és el comte Artau (o Arnau) Roger de Pallars, que «el dia 9 de gener de 1349 va prendre possessió de l’heretat i jurà guardar totes les llibertats, privilegis i franqueses concedides a Castellar de Nuc pels seus avantpassats. El dia de les idus del mateix mes i any féu el mateix als homes de la Pobla de Lillet...»
»El 24 de febrer de 1356 ja era mort. Havia fet testament on deixava com a hereu al seu fill Jaume, a qui deixà baix la tutoria de sa muller dona Elvira i disposà ser sebollit junt a l’altar de Santa Maria de Lillet. El nom de la dona, les dates i el fet que curiosament, el 1373 la senyoria fou adquirida per Pere Galceran de Pinós, fet que concorda amb la llegenda que explica que la vídua del Comte va vendre el seu patrimoni a aquesta altra família de la noblesa catalana, tot plegat fa presumir que realment sigui aquest prohom l’origen a partir del qual nasqué la llegenda o que en un moment donat fou utilitzat com a representant del personatge llegendari.
Doncs bé, és a partir d’aquestes notes i dates que continua dient Francàs «ens empenyen a creure en la possibilitat que aquest comte Arnau de Pallars i baró de Mataplana podria tenir relació amb el famós personatge “Comte l’Arnau».
»D’aquesta petita història, podria sortir-ne el significat de la nostra Dansa, ja que amb cançons perdudes com la de Les Monges de Sant Amanç i les balades sobre l’Anima Damnada, a finals del segle xvi, el teixidor de Ripoll Jaume Roca (cabrit), va treure la cançó al·legòrica als mals usos i l’il·lustrà amb la desapareguda “Dansa del Comte l’Arnau”, que junt amb la Dansa de Falgars, la Dansa Gombrenyesa i la Gala de Campdevànol (que encara avui es ballen) són la continuïtat plàstica de la llegenda del nostre feudal pirinenc.
»Aquestes tres danses, totes amb la mateixa tonada i coreografia, són presentades exhibint un senyor vestit amb gambeto, copa alta i bornatge a la mà esquerra, fent dansar a una o més donzelles a les quals galanteja abans d’entregar-les als seus corresponents donzells que esperen per entrar a la Dansa. Una vegada ell ha acabat, els hi entrega no però sense abans haver-les bornejades (fer voltar les cintes del bornatges per damunt del cap d’elles) demostrant així el seu poder senyorial.»

### El contrapàs
Un altre possible significat podria establir-se a partir de la comparació de la Dansa de Falgars amb el contrapàs.
Si observem la Dansa de Falgars, la disposició dels dansaires, el cerimonial que l’acompanya, els gestos, les formes, ens recorda clarament a una altra dansa, el contrapàs, dansa que si bé és difícil de determinar el seu inici, tanmateix el seu final queda molt ben establert en la darrera etapa de l’Antic Règim. «El contrapàs era una dansa que es ballava en cadena, fent mig cercle, de manera força ritualitzada..»
L’Antic Règim era un model social que es caracteritzava, entre altres coses, pel ser una societat estamental, és a dir, que la societat estava clarament dividida en estaments, molt diferenciats entre ells i amb una clara distribució social jerarquitzada. A Jaume Ayats i altres trobem: «Al nostre entendre, el contrapàs encarna molt bé la coherència de la comunitat en els temps de l’Antic Règim. Fent-ne una gran simplificació, podríem dir que sovint era ballat per homes, amb un cap (capdanser) i un cua que representaven l’autoritat. Aquesta autoritat podia ser directament l’autoritat municipal o els pabordes.»
Ja hem vist com en la nostra dansa aquesta autoritat és representada actualment per l’alcalde i antigament per la parella de pabordes. També podem observar com la parella de casats actuen en tot moment com a capdansers, figura que en els escrits antic apareix contínuament per designar a les persones que condueixen la dansa.
Un altre fet curiós és que després del contrapàs, generalment, es ballava una sardana (que no és pas la sardana que coneixem), que més aviat seria un ball en rotllana. És a dir primer va el contrapàs en cadena, seguit de la sardana en rotllana. Just com passa a la Dansa de Falgars.
A Fiestas y bailes del Ampurdán, trobem que «el contrapàs el comencen tres homes sols sense donar-se les mans, i que en el moment de donar-se-les s'hi afegeixen les parelles respectives, i altres parelles es van ajuntat a la filera. Dura “poco más o menos de medio quarto de hora” i en acabar es desfà la cadena i es formen diverses rotllanes (de tres, quatre o més parelles donant-se les mans), “una especie de contradansa llamada sardana en la qual solo se sueltan para hacer saltar a las Mugeres en los puntós finales de la dansa”.
Es pot observar com el quadre global és molt similar, i per tant, més que una dansa que representa una situació d’abús feudal referida al famós Comte l’Arnau, podria tractar-se senzillament d’una dansa característica d’un període on les relacions socials estan rígidament estructurades i afecten tota mena de situacions, les culturals també.

## Anàlisi musical
Pel que fa a l’aspecte musical, es tracta d’un tema popular, de ritme viu i puntejat, de compàs ternari, per tant assimilable a valsos, masurques o "pericons". Es tracta d’una cançó estròfica amb ritornello, val a dir, sense tornada i amb repetició de les dues darreres frases de l'estrofa que actua de ritornello, dansa que es coneix també a les poblacions de Gombrèn i Campdevànol. A Campdevànol se la coneix amb el nom de la Gala o Dansa de Campdevànol i a Gombrèn com a Dansa Gombrenesa. Totes tres poblacions són veïnes i en un passat recent van tenir una estreta vinculació entre elles i totes tres estan situades just a recer del primer Castell dels Mataplana.
La cançó comença així:

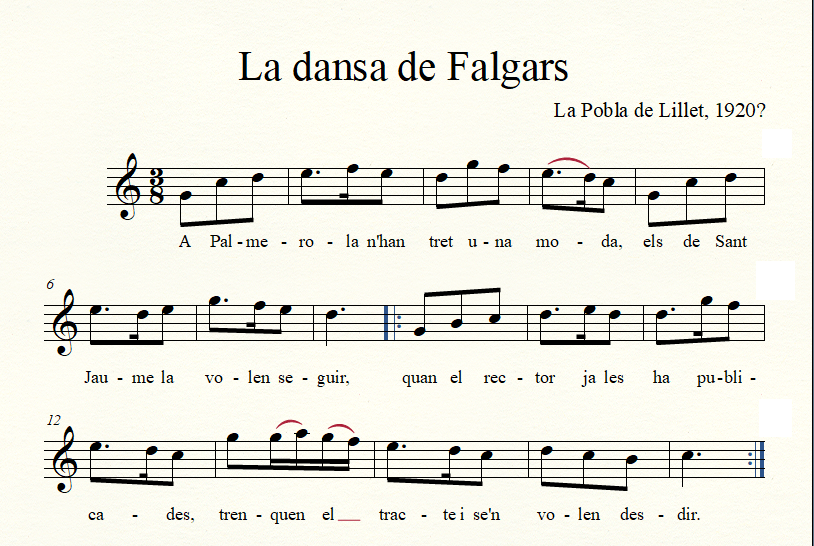
La dansa de Falgars

A Palmerola (o "A Pomerola" o "Els de Vinyoles" o "A Campdevànol")
n'han tret una moda,
els de Sant Jaume
la volen seguir.
Quan el rector
ja les ha publicades,
trenquen el tracte
i es volen desdir...
Si comparem la partitura de la Dansa de Campdevànol amb la de la de la Dansa de Falgars es pot veure que són iguals. Enllaç a la partitura de la Dansa de Campdevànol
Lluís Millet, citat per Joan Amades, en la Dansa reconegué una nadala francesa publicada a mitjan segle XVI i digué que és emprada en altres danses de la zona com la feta a Campdevànol, Gombreny o a Falgars. És doncs, un contrafactum. En aquesta darrera referència diu que: «Al Costumari català, Joan Amades ens explica: "... segons el mestre Lluís Millet, és una tonada d'una cançó de Nadal francesa, titulada Pour l'amour de Marie, (vegeu partitura) publicada en el segle XVI"».
La dansa de Falgars està inclosa en el conjunt de peces populars de la Patum de Berga. Les peces musicals d’aquesta festa han tingut molts arranjaments, el darrer dels quals el va realitzar Sergi Cuenca. Respecte a les melodies populars Pep Moneo, parlant de les músiques de la Patum, diu que durant el matí i el vespre hi ha les populars cercaviles en què el tabal marca el ritme de la festa, i surten al carrer les Maces, les Guites (la Gran i la Xica) i els Gegants. Les Maces i les Guites només ballen al ritme del Tabal, mentre que els Gegants ballen al so de diversos balls: el "Ballet vell dels gegants", el "Ballet dels Gegants", "Les nenes maques" o la "Dansa de Falgars", entre d'altres.

## Enregistraments
El diari El Llobregat (de La Pobla de Lillet), el dia 4 de juny de 1933, informava que La Dansa de Falgars va ser filmada per primera vegada per l’Associació de Cinema Amateur, de Barcelona, amb la col·laboració de Ramon Puiggròs. El 29 de maig de l’any següent, la mateixa Associació va projectar, en sessió extraordinària, el film. I el 29 de juliol, la Generalitat de Catalunya va escollir, entre d'altres, el film de la Dansa, per participar en l’Exposició Internacional Cinematogràfica de Venècia.